# Vladimir Kara
Ne doit pas être confondu avec Vladimir Kara-Mourza.
Pour les articles homonymes, voir Kara.
Vladimir Kara est un peintre contemporain d'origine russe inscrit dans une tradition figurative, mêlant des thèmes religieux à de nombreuses références à l'Antiquité, imprégnée d'une atmosphère mélancolique et contemplative.
Exposant son projet artistique, il déclare : « Faisant appel à un vocabulaire symbolique et figuratif, je tente de résoudre la perpétuelle problématique posée par la surface picturale. Dans une importante partie de mon œuvre, je cherche à mettre en lumière la manière dont les sujets mythologiques et bibliques – toujours contemporains – sont construits en reposant aujourd'hui les questions éternelles »[réf. nécessaire].

## Biographie
Vladimir Kara est né à Moscou en 1956, d’une mère biochimiste et d’un père peintre. C’est à Moscou aussi qu’il étudie aux Beaux-Arts d’où il sort diplômé “peintre scénographe” en 1979. Parallèlement, il fréquenta, quatre années durant, l’atelier underground du peintre Abraham Nitsberg dans des caves dont l’entrée était protégée par un buste de Lénine.
Il vit et travaille depuis 1985 à Paris.

## Expositions
Vladimir Kara a exposé dans des lieux prestigieux comme :
- Le Palazzo Lenzi ;
- L’Institut français de Florence ;
- Le Centro per l'arte contemporanea Luigi Pecci à Prato ;
- Le musée MOCA à Beijing ;
- Le musée Jean-Cocteau à Villefranche-sur-Mer.

Il a exposé aussi dans de nombreuses galeries dans le monde :
- L’Inter Art Gallery à New-York ;
- La Galerie Modevormgeving à La Haye ;
- La Galerie Dialogue à Genève ;
- La Galerie Anderes Ufer à Berlin.

Plusieurs de ses tableaux appartiennent à différentes collections privées et institutions culturelles françaises dont l’Alliance française de Paris et La Grande Loge de France.

## Scénographie
Vladimir a ajouté à ses activités de peintre, celle de scénographe et de créateur de costumes. Parmi les spectacles auxquels il a participé : 
- Tableaux d'une exposition - ballet, Teatro Comunale, Maggio Musicale Fiorentino – Florence, 1993
- La dame aux camélias - ballet, Teatro Comunale Maggio Musicale, Fiorentino, Florence, 1994
- Prélude à l'envol, Théâtre Athenor, Saint-Nazaire, 1997
- Pain, amour et … compagnie - installazione, Museo d'Arte Contemporanea Pecci, Prato, Italia, 1999
- L'Être-en-jeux est humain, ballet, Opéra Bastille, Paris, 2001
- Banquet de la mandibule, Chalons-sur-Saône, 2004
- O Sol R, Forum culturel du Blanc-Mesnil, 2005
- Apologie du couple, ballet, Opéra, Paris, 2006
- Du bout des bois, Salle des fêtes, Sevran, 2008

## Filmographie
- Genia Polyakov - maître de ballet, chorégraphe[1].

## Illustration
Kara a illustré un recueil de poèmes du poète français d'origine arménienne Rouben Melik, Ce corps vivant de moi.

## Distinctions
- Lauréat 2008 de l'Association européenne de la culture juive
- Prix ’II Biennale Internazionale dell'Arte Contemporanea, Italie 1999
- Prix XV Ed. "Premio ITALIA per le arti visive – 2000", Florence, Italie
- Grand Prix, catégorie "Portrait", Grand Prix International, Cannes, 1989

## Réception critique
- « Que l'inspiration soit historique ou contemporaine, un jeu subtil a lieu, qui se déroule sur une imperceptible frontière, dans l'entre-deux où l'évidence figurative n'est plus que la limite et le masque d'une figuration symbolique[3] »